# India Sardjoe
India Dewi Sardjoe (* 19. Mai 2006 in Den Haag), auch bekannt unter ihrem Künstlernamen B-Girl India, ist eine niederländische Breakdancerin. Sie wurde 2022 Europameisterin und gewann 2023 eine Goldmedaille bei den Europaspielen.

## Leben und Karriere
India Sardjoes Vater ist indisch-surinamisch, ihre Mutter ist halb indisch und halb niederländisch. In ihrer Jugend spielte sie Fußball und begann mit Hip-Hop-Tanzkursen, wechselte aber im Alter von sieben Jahren zum Breakdance. Sie trainiert mit den Breakdance-Crews Heavy Hitters in Den Haag und Hustlekidz in Rotterdam.
Im Jahr 2022 gewann sie innerhalb eines Zeitraums von sechs Monaten zunächst die niederländische Meisterschaft, danach die Europameisterschaft in Manchester und schließlich das Red Bull BC One in New York. 2023 gewann sie die Goldmedaille bei den Europaspielen in Krakau und qualifizierte sich damit für die Olympischen Spiele im darauffolgenden Jahr in Paris, bei denen Breakdance zum ersten Mal als olympische Disziplin vertreten war. Am 9. August 2024 nahm Sardjoe am olympischen Breaking-Wettbewerb teil und erreichte dort den vierten Platz, nachdem sie das Battle um Bronze gegen die Chinesin Liu Qingyi mit 1:2 verlor. Im Dezember 2024 gewann Sardjoe zum zweiten Mal das Red Bull BC One in Rio de Janeiro.